# Ив, Алёна
Алёна Ив (ивр. אלונה איב‎, при рождении Алёна Овсянник; род. 30 ноября 1979, Ленинград) — израильская актриса и режиссёр. Снимается в телесериалах на израильском телевидении. Режиссёр короткометражных фильмов и видео. Лауреат кинопремии «Офир» за лучшую женскую роль (2020, фильм «Ася»).

## Биография

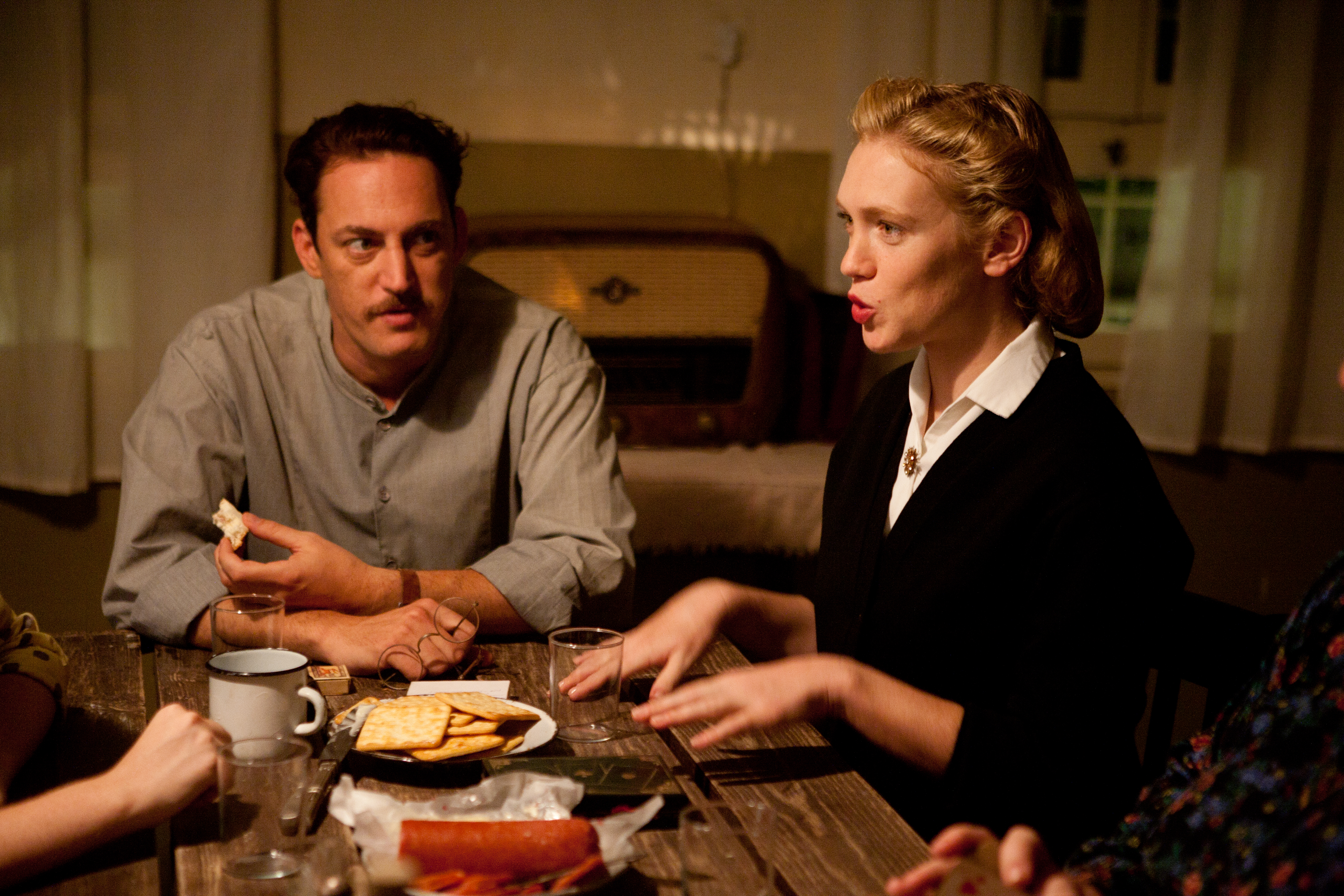
Алёна Ив и Ехезкель Лазаров в фильме «Пятое небо», 2012

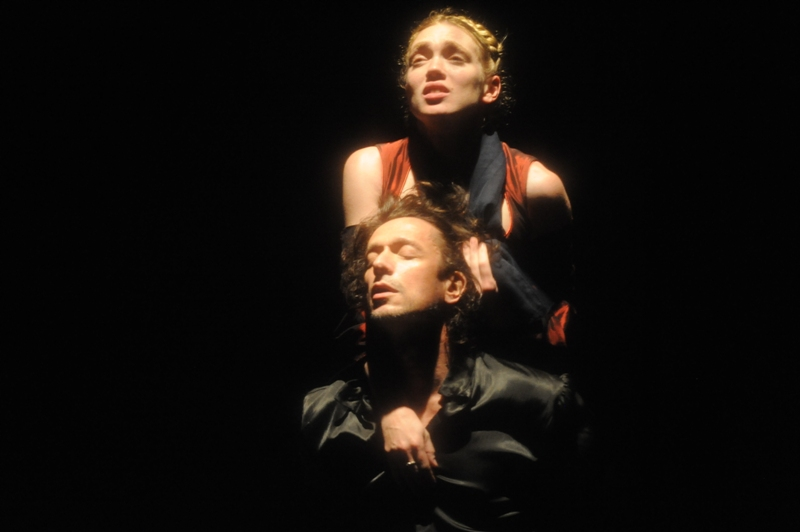
Алёна Ив и Саша Демидов в «Дон Жуане», Гешер (театр)

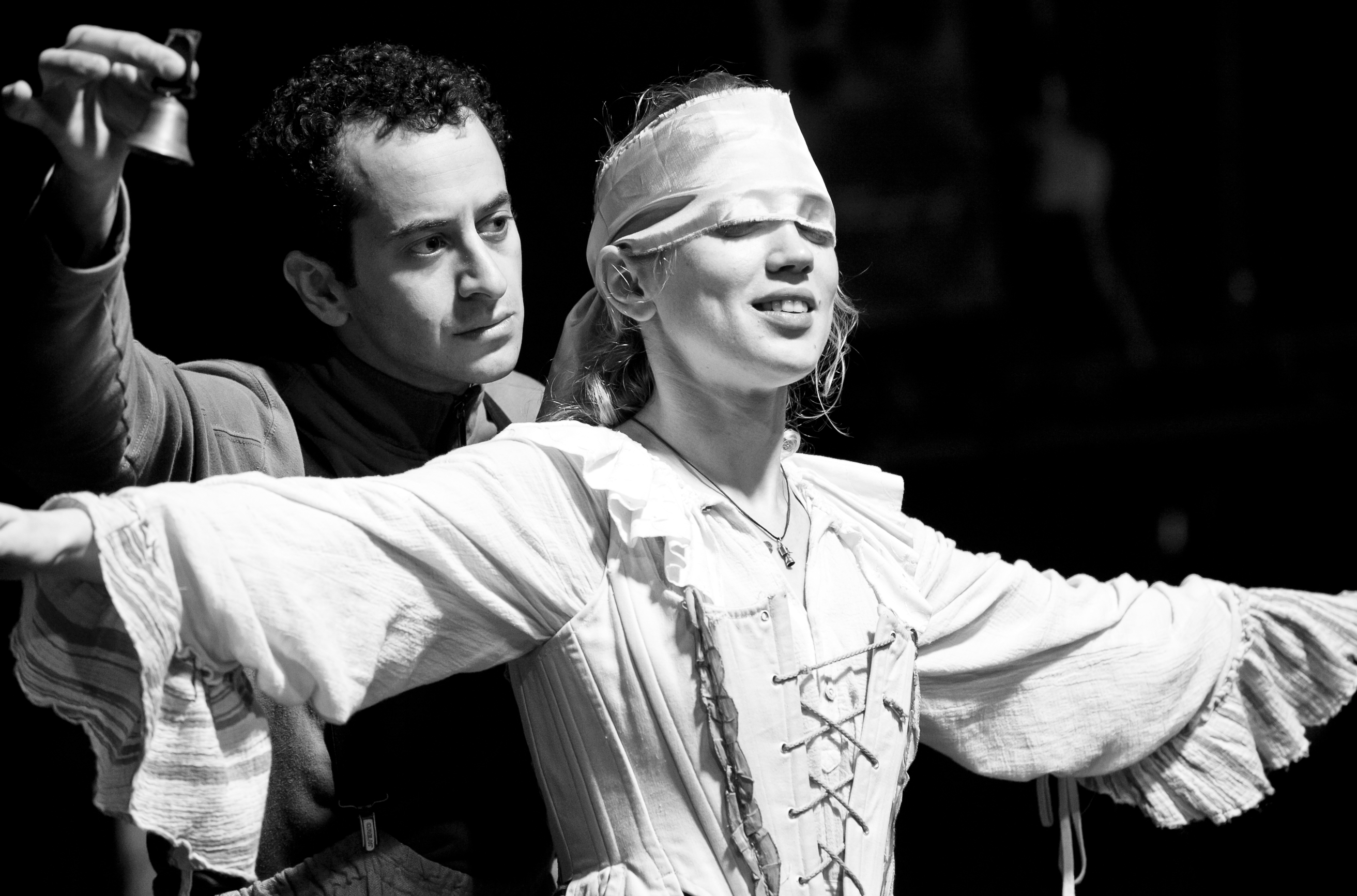
Алёна Ив и Ори Янив в «Дон Жуане»

Родилась в Ленинграде в семье матери-психолога и отцa-экономистa. Детство провела в Тихвине.
После окончания средней школы поступила на Математическое отделение Техниона в Хайфе.
У неё две младшие сестры, одна — израильская экономистка, вторая — Ксения Овсяник — главная балерина Берлинского Государственного балета.
В возрасте 14 лет поехала в Израиль по молодёжной программе НААЛЕ. Жила в кибуце Мишмар ха-Эмек, а затем в молодёжной деревне Давид Разиэль.
Сейчас живёт в Тель-Авиве со своим партнёром Нимродом Голаном и двумя детьми.

## Артистическая карьера
В возрасте 21 года решила посвятить себя искусству, и поступила на отделение кинематографии в Колледж Хадасса в Иерусалиме. Одновременно обучалась на курсах актёрского мастерства и снялась в фильме «Младший» («Junior») (2006).
Снималась каскадёром в телевизионной рекламе, в израильском телесериале «Вязаный»[уточнить] и в кинофильме «Стены»[уточнить], где была дублёром Ольги Куриленко.
Одновременно работала помощником режиссёра Ави Малка, создателя и руководителя актёрской школы радио и ТВ «ИМПРО»
В 2010 сыграла главную женскую роль в израильском сериале «Голубая Натали». За исполнение была номинирована на Премию лучшей актрисы года израильского телевидения.
Сыграла роль Доны Анны в постановке «Дон Жуана» режиссёрa Александра Морфова в театре «Гешер».
В 2012 году сыграла роль в фильме «Бе ракиа хамиши» (Пятое небо) режиссёра Дины Цви-Риклис.
Снялась в телевизионном мини-сериале «Хазореф» (в роли Ксении, режиссёр Дрор Сабо, 2015). Сыграла роль Марины в «Героине» (2016) и других фильмах.
Одновременно с актёрской карьерой, работала режиссёром многих короткометражных фильмов и видеоклипов.
Алёна Ив всегда увлекалась спортом. В 2009 году присоединилась к команде Димы Осмоловского «Shunt» В течение шести лет, до первой беременности, выступала в качестве каскадёра в израильских и международных теле- и кинокомпаниях.